# Земля батьків
«Земля батьків» — радянський художній фільм 1966 року, знятий на кіностудії «Казахфільм».

## Сюжет
Після закінчення війни старий вирушає з онуком на північ — десь під Ленінградом похований його син. Вони повинні поховати його в казахському степу — такий закон предків. Але діставшись до могили, герої дізнаються, що він похований з тими, хто був з ним в останньому бою. Не потривоживши могили, старий казах і хлопчик вирушили в дорогу назад.

## У ролях
- Елубай Умурзаков — дід
- Мурат Ахмадієв — Баян
- В. Шевцов — Єгор
- Юрій Померанцев — археолог
- Т. Котова — Софія
- Ярагі Зубайраєв — епізод
- Рахметулла Сальменов — епізод
- Любов Малиновська — Дар'я
- Віктор Перевалов — сирота
- Шолпан Алтайбаєва — епізод
- Раднер Муратов — черкес
- Б. Руцинський — епізод
- Аміна Умурзакова — епізод

## Знімальна група
- Режисер — Шакен Айманов
- Сценарист — Олжас Сулейменов
- Оператор — М. Айманов
- Композитор — Еркегалі Рахмадієв
- Художник — Кулахмет Ходжиков